# 스마데라역
스마데라역(일본어: 須磨寺駅, すまでらえき)은 일본 효고현 고베시 스마구에 있는 산요 전기철도 본선의 역이다. 역 번호는 SY 05이다.

## 역사
- 1910년 3월 15일: 효고 전기궤도가 효고(후, 전철 효고) ~ 스마(현, 산요스마) 구간의 개통으로 영업 개시.
- 1927년 4월 1일: 우지가와 전기에 의한 합병으로 본 회사의 역이 됨.
- 1928년 8월 24일: 하행 승강장을 이전하고, 상대식 승강장이 됨.
- 1933년 6월 6일: 우지가와 전기철도 부문이 분리되어 산요 전기철도의 역이 됨.
- 1947년 9월: 회차선 철거.
- 1967년 10월: 승강장 유효 길이 연장.
- 1968년 4월 7일: 고베 고속 철도의 개업으로 한신・한큐의 노선 연장 열차의 정차 개시.
- 1992년 3월 18일: 역사 개축.
- 1995년
  - 1월 17일: 한신・아와지 대지진으로 산요 전철 본선이 불통이 되어, 본 역도 한때 영업 중지.
  - 2월 21일: 히가시스마 ~ 당역 구간 재개에 따라 영업 재개.
  - 4월 9일: 당역 ~ 산요스마 간 운행 재개.
- 1998년 2월 15일: 한큐의 열차 출입 소멸.
- 2009년 3월 20일: 다이아 개정으로 일부 직통 특급의 정차역이 됨.
- 2016년 3월 19일: 다이아 개정으로 직통 특급은 편성 통과가 됨.

## 역 구조
상대식 승강장 2면 2선의 지상역이다. 역사(개찰구)은 고베 방면 승강장의 고베 방향에 있으며 반대쪽의 히메지 방면 승강장에는 역사 부근의 구내 건널목에서 연결된다. 기본적으로 창구는 무인화되어 있다.

### 승강장
| 역사측 | ■ 본선(상행) | 이타야도・고베산노미야・오사카 방면 |  |
| 반대측 | ■ 본선(하행) | 스마・아카시・히메지・아보시 방면   |  |

## 역 주변
- 스마데라
- 쓰나시키텐만구
- 스마마에 상점가
- 스마 영천
- 옛 와다미사키 등대
- 도다니이케
- 겐코지
- 타이라노시게히라 포로의 유적
- 스와 신사
- 고베 시립 니시스마 초등학교
- 스마리큐 공원
- 고베 니시스마 우체국

## 사진

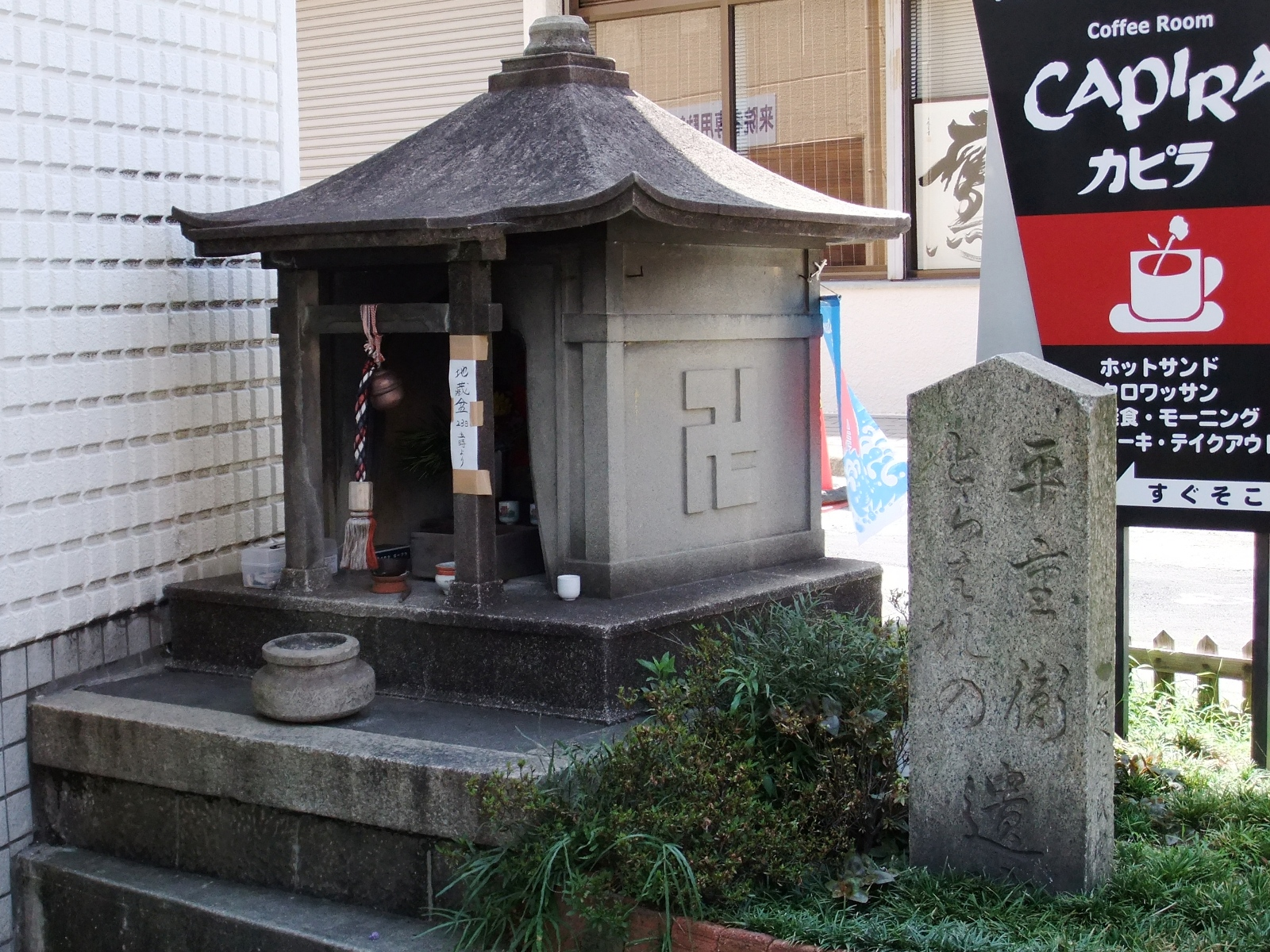
타이라노시게히라 포로의 유적

## 인접역
| 산요 전기철도 ■ 본선                   | 산요 전기철도 ■ 본선 | 산요 전기철도 ■ 본선           |
| -------------------------------------- | -------------------- | ------------------------------ |
| SY 04 쓰키미야마 우메다・니시다이 방면 | ■ 특급 ■ 보통        | 산요스마 SY 06 산요히메지 방면 |